# Campamento Dubois

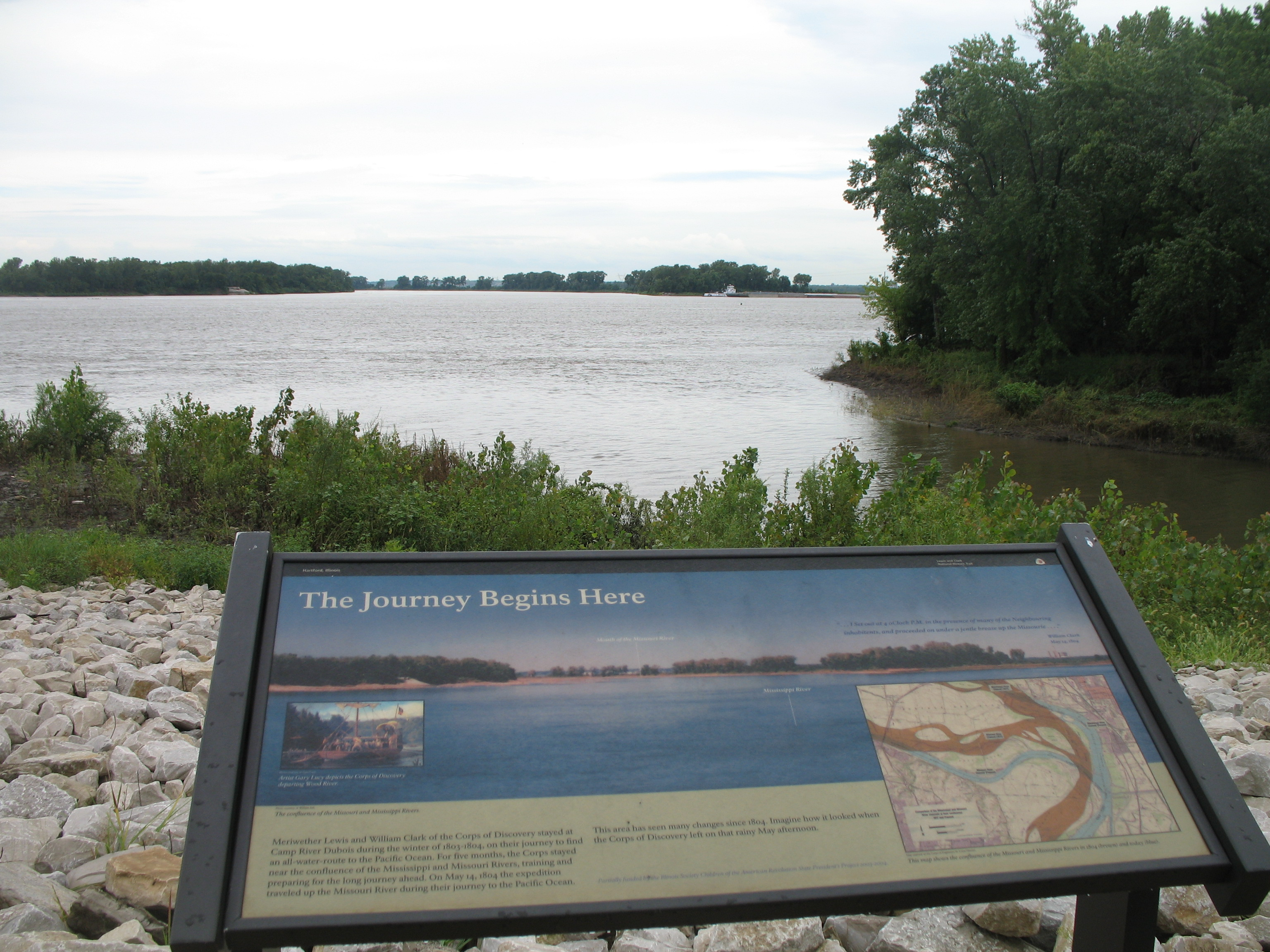
Punto de partida de la Expedición Lewis y Clark con la confluencia de los ríos Missouri y Mississippi al fondo

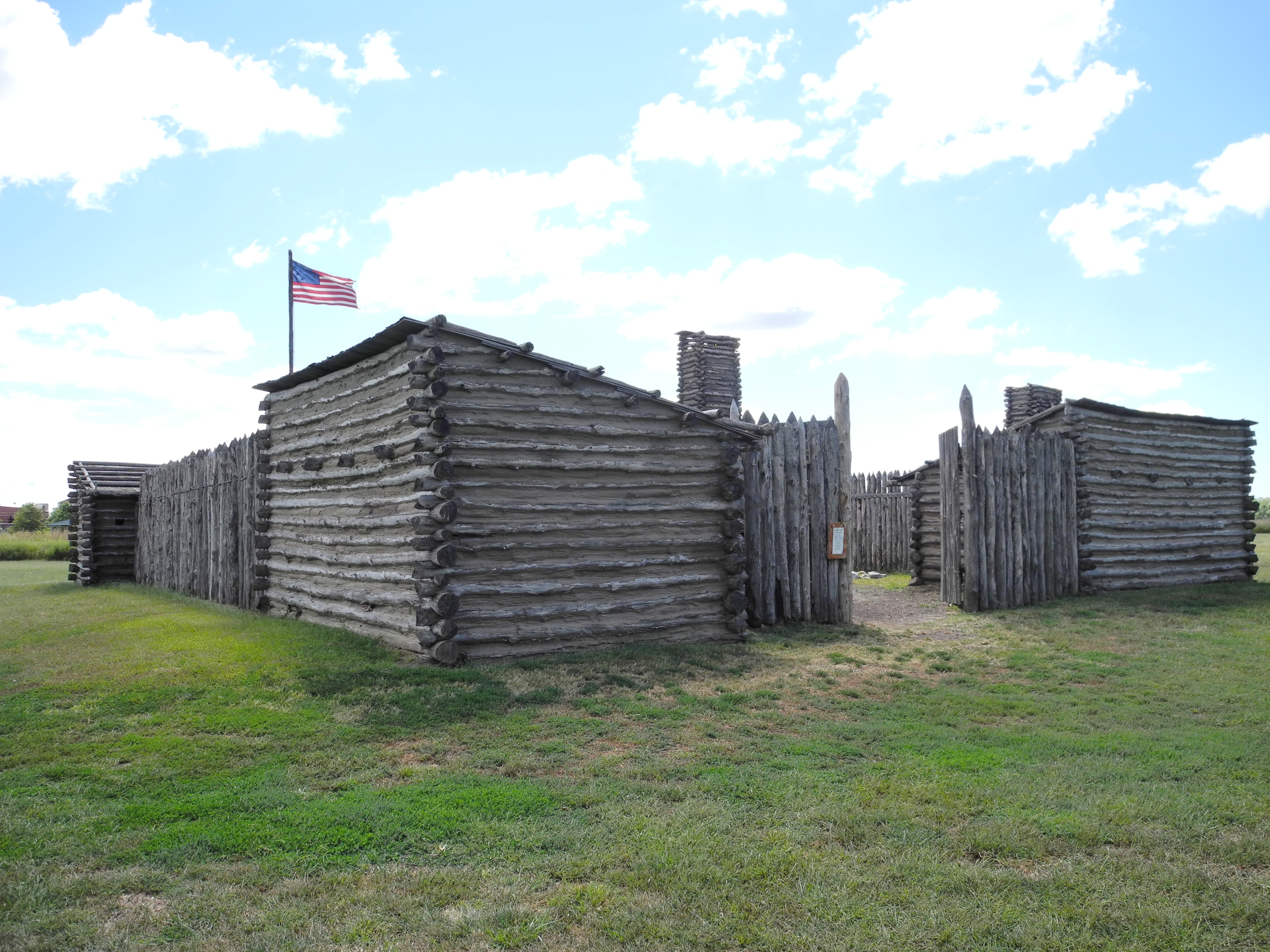
Reconstrucción del Campamento Dubois

El Campamento Dubois (en inglés Camp Wood), ubicado cerca del actual Wood River, Illinois, sirvió como campamento de invierno y punto de partida para la expedición de Lewis y Clark.
Fundada en la confluencia con el Rivière du Bois (Wood River) el 12 de diciembre de 1803, estaba ubicada en el lado este del río Misisipi, de modo que aún estaba en el territorio de los Estados Unidos. Esto fue importante porque la transferencia de la compra de Luisiana a Francia desde España no ocurrió hasta el 9 de marzo de 1804, y luego desde Francia a los Estados Unidos el 10 de marzo de 1804. La expedición regresó de nuevo al campamento en su viaje de regreso en septiembre. 23, 1806.
En 1803, en Cahokia, Lewis y Clark habían conocido a un conocido ciudadano francés, Nicholas Jarrot, que poseía 400 acres en el du Bois, y él aceptó dejarlos acampar allí. William Clark estableció Camp Dubois, con un grupo de hombres que reclutó de Kaskaskia y Fort Massac. Allí, construyeron un fuerte fronterizo. El capitán Meriwether Lewis se unió al campamento varias semanas después de recopilar información sobre País de Illinois y el oeste de Cahokia, Kaskaskia, St. Louis y otros lugares. También durante este tiempo, Lewis aprovechó la oportunidad para suavizar las relaciones con las autoridades españolas en San Luis para facilitar la transferencia de la compra de Louisiana.
Camp Dubois era un campamento militar en pleno funcionamiento. Los soldados estacionados en el campamento debían participar en el entrenamiento, mantener la limpieza personal, vigilar el campamento y otros deberes detallados por el ejército de los Estados Unidos. Hicieron inspecciones, marcharon, hicieron guardia y cazaron para complementar sus raciones militares. El sargento John Ordway estuvo a cargo del campamento durante los períodos en que tanto Lewis como Clark estaban ausentes.
El 14 de mayo de 1804, la Expedición, bajo el mando de Clark, abandonó Camp River Dubois en el lado este del río Misisipi y navegó por el río Misuri.

## Monumento
El Lewis and Clark State Historic Site se estableció al sur del actual campamento de invierno de la Expedición en Hartford, Illinois. Está ubicado a través del Mississippi desde la actual boca del Misuri, como lo fue el campamento original; sin embargo, los ríos han alterado sus cursos, haciendo que el sitio original sea inaccesible. El Sitio Histórico contiene un centro de museos y una réplica reconstruida del Campamento Dubois.